# جوزيف بروغان
جوزيف بروغان هو سياسي أمريكي، ولد في 30 مارس 1880 في سانت لويس في الولايات المتحدة، وتوفي في 22 يوليو 1940 في ريتشموند هايهتس في الولايات المتحدة. نشط حزبياً في الحزب الديمقراطي. وقد انتخب عضو مجلس ولاية ميزوري ‏.